# Srčnica
Sŕčnica (tudi kardioída) (iz starogrške besede starogrško καρδία, kar pomeni srce) je ravninska krivulja, ki nastane pri vrtenju krožnice po drugi negibni krožnici z enakim polmerom. Pri tem se spremlja negibna točka na gibajoči se krožnici.

## Parametrična oblika enačbe
Parametrična oblika enačbe srčnice je:
{\displaystyle x=a(2\cos t-\cos 2t)\!\,,}
{\displaystyle y=a(2\sin t-\sin 2t)\!\,.}
To se v kompleksni ravnini lahko zapiše kot:
{\displaystyle z=a(2e^{it}-e^{2it})\!\,,}
kjer je:
- {\displaystyle a\,} polmer krožnice, ki dela krivuljo. Negibna krožnica ima središče v koordinatnem izhodišču.

Točka, ki dela krivuljo, se krivulje dotika samo v eni točki, to je točka {\displaystyle (a,0)\,}, kjer ima krivulja konico. 
Če se eliminira parameter {\displaystyle t\,}, je:
{\displaystyle (z{\bar {z}}-a^{2})^{2}-4a^{2}(z-a)({\bar {z}}-a)=0\!\,,}
to pa je v pravokotnem koordinatnem sistemu:
{\displaystyle (x^{2}+y^{2}-a^{2})^{2}-4a^{2}((x-a)^{2}+y^{2})=0\!\,.}
Enačbo se lahko tudi poenostavi tako, da se negibna krožnica premakne v desno, in se gibajoča se krožnica dotika negibne v izhodišču. To spremeni orientacijo krivulje tako, da je konica krivulje na levi strani. V tem primeru je parametrična oblika enačbe:
{\displaystyle x=a(1+2\cos t+\cos 2t)\!\,,}
{\displaystyle y=a(2\sin t+\sin 2t)\!\,.}
V kompleksni ravnini je to:
{\displaystyle z=a(1+2e^{it}+e^{2it})=a(1+e^{it})^{2}\!\,.}
V kartezičnem koordinatnem sistemu je enačba srčnice:
{\displaystyle \left(x^{2}+y^{2}-2ax\right)^{2}=4a^{2}\left(x^{2}+y^{2}\right)\!\,.}

## Povezave z drugimi krivuljami
- posebna oblika srčnice je krivulja polž
- srčnica je posebna oblika epicikloide
- srčnica je katakavstika krožnice z izvorom svetlobe na krožnici
- evoluta srčnice je druga srčnica [1]

## Značilnosti
- ploščina ploskve, ki jo zavzema srčnica, je enaka:

{\displaystyle p=6\pi a^{2}\!\,.}
To je 6 krat več kot je ploščina posameznega kroga, ki je sodeloval pri izdelavi srčnice. 
- dolžina loka srčnice se lahko izračuna iz:

{\displaystyle L=16a\!\,.}

## Kavstika
Nekatere kavstike imajo obliko srčnice. 

## Inverzna krivulja
Srčnica je inverzna krivulja parabole. Kadar se poišče inverzno krivuljo glede na krožnico, katere središče leži v gorišču parabole, se vedno dobi srčnica. Konica srčnice leži v središču krožnice. 
Ni pa vsaka inverzna krivulja parabole srčnica. Na primer: če se poišče inverzno krivuljo za parabolo glede na krožnico, katere središče leži na vrhu parabole, se dobi Dioklesovo cisoido.